# Coop (Nederlandene)
 For alternative betydninger, se Coop. (Se også artikler, som begynder med Coop)
Coop var et nederlandsk dagligvarekooperativ med 315 supermarkeder. I 2022 blev den fusioneret med PLUS og butikkerne blev videreført med Plus-navnet. Coop blev etableret i 1891 i Zaandam. Coop Supermarkten var medlem af indkøbsorganisationen Superunie.